# Derry City FC
Derry City Football Club (irsky Cumann Peile Chathair Dhoire) je fotbalový klub ze Severního Irska, který jako jediný severoirský klub hraje v ligovém systému Irska. Založen byl roku 1928. Sídlí ve městě Derry, oficiálně Londonderry, avšak již při svém vzniku klub odmítl nést oficiální „britské“ pojmenování města ve svém názvu. (Derry je považováno za baštu irských nacionalistů a klub byl podporován hojně katolíky).
Dlouho hrál 1. severoirskou ligu, dokonce ji vyhrál v sezóně 1964–65 (k tomu získal tři severoirské poháry: 1948–49, 1953–54, 1963–64), avšak do jeho historie výrazně zasáhly nepokoje v Severním Irsku, které vypukly v roce 1969. Po složitých tahanicích s úřady a severoirskou fotbalovou asociací (zejména o možnost hrát na stadionu Brandywell), v nichž byl silný nacionální a náboženský podtón, se klub Derry City rozhodl roku 1972 severoirský ligový systém opustit. A-tým byl rozpuštěn a 13 let měl klub jen juniorský tým. Nakonec se roku 1985 přihlásil do ligového systému sousední země, Irské republiky, k čemuž získal speciální povolení FIFA i UEFA. Nejprve hrál 2. irskou ligu, ale roku 1987 se probojoval do nejvyšší soutěže, kterou poté dokonce dvakrát vyhrál (1988–89 a 1996-97). V roce 2009 však byl z 1. ligy vyloučen, když se provalilo, že uzavíral tajné, neoficiální smlouvy s hráči. Získal také pětkrát irský fotbalový pohár (1988–89, 1994–95, 2002, 2006 a 2012).